# Pont-xetmar
Pont-xetmar és un llogarret al municipi de Cornellà del Terri de la comarca del Pla de l'Estany format per un conjunt de masos tradicionals en filera datats entre els segles XVI i el xix. Està situat al sud-est de Borgonyà al voltant de la zona industrial del mateix nom. El 2011 tenia 21 habitants
En destaca un petit pont d'un arc sobre la riera Tremença i una Capella dedicada a Sant Jaume el Major del segle xviii. Aquesta pertany a la Casa Renart coneguda popularment com a Can Greixina, ja que antigament havien fet d'hostalers. De fet, la capella era utilitzada pels clients de l'hostal per anar a resar. Als carreus de les finestres i de la porta de la façana principal de la capella s'hi troben diverses creus gravades. D'altres fonts proposen com a data de construcció el segle xvii. Tot i que en una pedra es pot llegir la data de 1281,  no s'ha pogut precisar la seva procedència. La festivitat del llogaret és Sant Jaume que se celebra al juliol.
El sector industrial és el més dinàmic del terme de Cornellà del Terri i la majoria d'aquestes empreses s'ubiquen a la zona industrial de Pont-xetmar situada a tocar de la carretera C-66.